# Trogomorpha castanea
Trogomorpha castanea är en stekelart som först beskrevs av Brulle 1846.  Trogomorpha castanea ingår i släktet Trogomorpha och familjen brokparasitsteklar. Inga underarter finns listade i Catalogue of Life.